# 다카나시 유헤이
다카나시 유헤이(일본어: 高梨 雄平, 1992년 7월 13일~)는 일본의 프로 야구 선수이며, 현재 센트럴 리그인 요미우리 자이언츠의 소속 선수(투수)이다. 사이타마현 가와고에시 출신이다.

## 인물

### 프로 입단 전
가와고에 시립 다카시나미나미 초등학교 3학년 때 리틀 야구팀에서 야구를 시작하여 가와고에 시립 다카시나니시 중학교 시절에는 가와고에 시니어에 소속됐다. 전 프로 야구 선수였던 아이 에이지로 감독에게서 배우고 싶다고 가와고에히가시 고등학교에 진학하여 1학년 봄부터 벤치에 들어갔다. 3학년 때 하계 선수권 사이타마 대회에서는 준준결승전에서 가스카베쿄에이 고등학교를 상대로 연장 14회까지 혼자서 던졌다. 이 경기에서는 14회말에 팀이 끝내기 승리를 거두었지만 하나사키토쿠하루 고등학교와의 준결승전에서도 연장 10회까지 던졌으나 결승에는 오르지 못했다.
와세다 대학에 진학한 후에는 1학년 봄부터 도쿄 6대학 야구 리그전에서 구원 중심으로 10경기에 등판했다. 통산 19이닝을 던지면서 평균 자책점 0.95라는 좋은 성적을 남겼다. 1학년 때 추계 리그전에서는 선발 투수로 활약하여 5승 1패, 평균 자책점 2.21을 기록했다. 2학년 때 춘계 리그전에서 4승 1패, 평균 자책점 2.31의 좋은 성적으로 팀을 3시즌 만에 리그 우승으로 이끌었다. 이 우승으로 출전한 제61회 전일본 대학 야구 선수권 대회인 나라 산업대학과의 준준결승전에 선발 등판하여 3과 1/3이닝 무실점으로 막아냈다. 하지만 2학년 추계 리그전에서는 통산 10과 1/3이닝에 그쳤고 그해 12월에는 왼쪽 발목 수술을 받았다. 3학년 때 춘계 리그전에서는 4월 21일 도쿄 대학을 상대로 도쿄 6대학 리그 역대 3번째인 퍼펙트 게임을 달성하는 쾌거를 안았다. 단, 리그전 전체에서는 겨우 1승을 남기면서 평균 자책점도 4.41에 달했다. 4학년 때는 왼쪽 어깨 통증과 입스로 인한 컨디션이 나빠진 탓에 춘·추계 리그 통산에서도 5경기에 등판하여 통산 6과 2/3이닝, 평균 자책점 9.45에 그쳤다. 와세다 대학 재학 당시 팀 동료로는 아리하라 고헤이, 나카무라 쇼고, 시게노부 신노스케 등이 있다. 리그 통산 41경기 등판하여 11승 5패, 평균 자책점 2.81의 성적을 남겼다.
대학 졸업 후에 입사한 JX-ENEOS에서는 1년차부터 공식전에 출전하여 2년차인 여름에는 투구 폼을 스리쿼터에서 사이드암으로 전향했다. 제42회 사회인 야구 일본 선수권 대회에서 첫 상대인 NTT 서일본과의 경기에 등판했지만 타자 한 명만 막아내고 교체됐다. 사회인 시절 동료로는 시오미 야스타카가 있다.
2016년 10월 20일에 열린 NPB 드래프트 회의에서 도호쿠 라쿠텐 골든이글스로부터 9순위 지명을 받고 계약금 2,500만 엔, 연봉 800만 엔(금액은 추정치)이라는 조건으로 입단했다. 등번호는 53번으로 정했고 당시 담당 스카우트는 고세키 마사히코였다. 이 드래프트에서는 JX-ENEOS의 팀 동료였던 이토하라 겐토도 한신 타이거스로부터 5순위 지명을 받고 입단했다.

### 라쿠텐 시절

#### 2017년

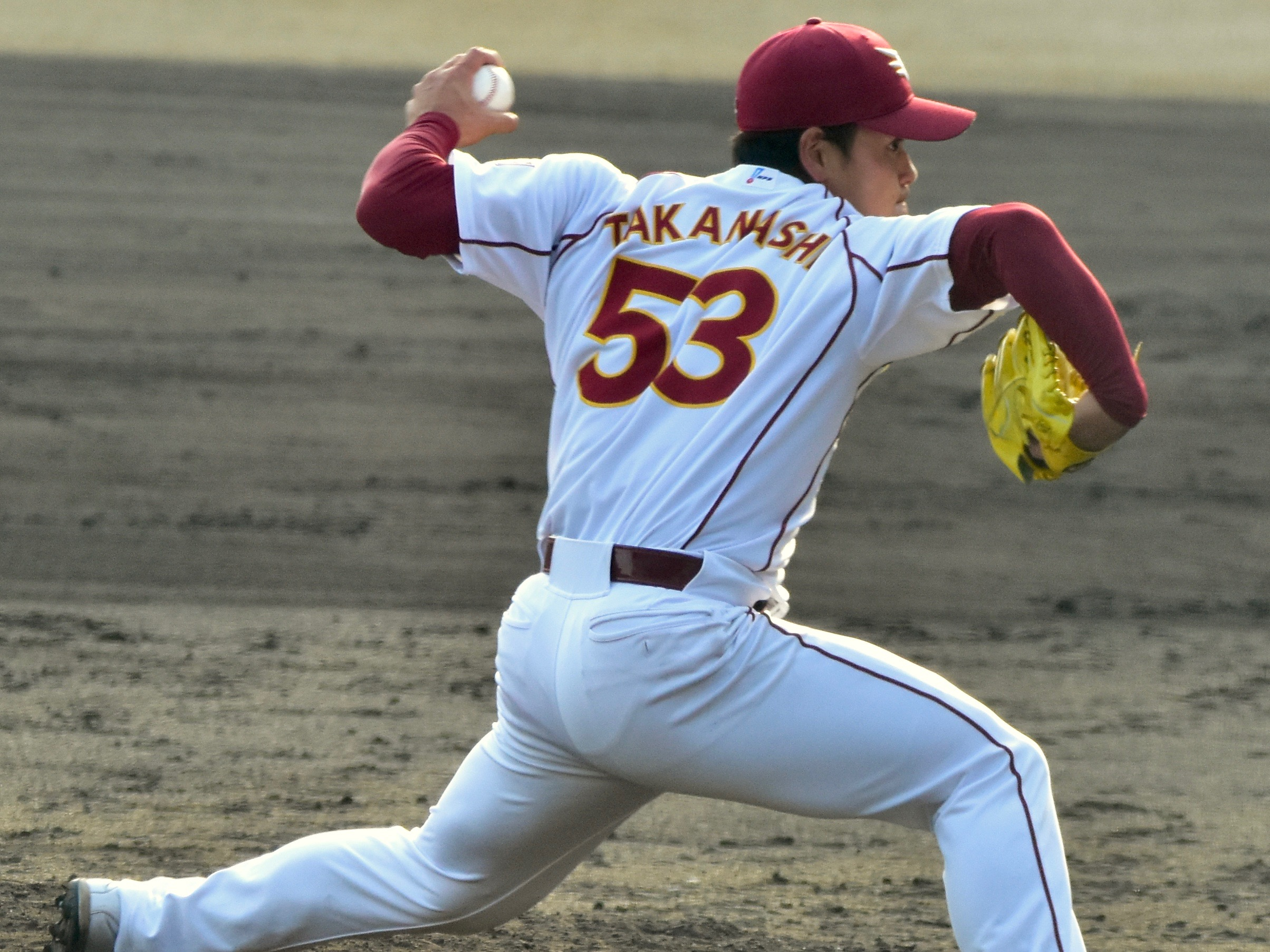
라쿠텐 시절(2017년 3월 4일, 구라시키 머스캣 스타디움에서)

동기로 입단한 신인 투수로부터 모리하라 고헤이, 스가하라 슈와 함께 중간 계투 요원으로서 1군에 합류했다. 4월 6일 후쿠오카 소프트뱅크 호크스전(Kobo 파크 미야기)에서는 5회초에 구원 등판하여 1이닝 무실점으로 막은 끝에 데뷔 첫 승리 투수가 됐다. 다카나시는 NPB 전체 구단의 신인 투수에 의한 1군 공식전에서의 첫 승리를 거두는 신기록을 세웠다. 하지만 4월 26일 지바 롯데 마린스전(Kobo 파크 미야기)에서는 1자책점을 기록하면서도 단 한 번도 아웃 카운트를 처리하지 못한 채로 5실점을 내준 바람에 6월 초순까진 2군에서의 재조정을 해야 했지만 1군에 복귀 후 17경기 연속 무실점 기록을 달성했다. 한때 0점대의 평균 자책점을 기록하는 등 원 포인트 릴리프와 쇼트 릴리프로 팀을 4년 만에 처음으로 클라이맥스 시리즈 진출에 기여했다. 정규 시즌에서는 1군 공식전 46경기에 등판하여 통산 43과 2/3이닝, 1승 0패, 14홀드, 평균 자책점 1.03의 좋은 성적을 남겼다. 클라이맥스 시리즈에서는 사이타마 세이부 라이온스와의 퍼스트 스테이지(메트라이프 돔) 전체 3경기에 구원 등판했고 소프트뱅크와의 파이널 스테이지(후쿠오카 야후오쿠! 돔)에서도 3차전(10월 20일)을 제외한 4경기에 등판했다. 퍼스트 스테이지 1차전부터 파이널 스테이지 2차전까지 5경기 연속 구원 등판으로 통산 4와 1/3이닝을 던졌지만 1점도 내주지 않고 그대로 시즌을 마쳤다. 이러한 활약으로 12월 8일에 있은 연봉 협상에서는 추정 연봉 3,000만 엔(전년도부터 2,200만 엔 상승)이라는 조건으로 재계약을 맺었다. 승급률은 275%를 나타내며 라쿠텐 구단의 역대 신인 선수로는 2013년 노리모토 다카히로(400%), 2007년 다나카 마사히로(300%)에 이어 높은 것으로 알려졌다.

#### 2018년
3월 30일 지바 롯데와의 개막전(ZOZO 마린 스타디움)에서는 1군 공식전에서의 첫 세이브를 기록했다. 이 경기를 시작으로 구단 역대 최다 기록인 시즌 70경기에 등판하는 기록을 세웠다. 시즌 성적은 1승 4패 1세이브 16홀드, 평균 자책점 2.44를 기록하여 피홈런은 단 1개에 그쳤다. 시즌 종료 후에 개최된 2018 미일 야구에서는 처음으로 일본 대표로 발탁되면서 2경기에 구원으로 등판했다. 오프에는 2,500만 엔이 상승한 추정 연봉 5,500만 엔으로 재계약을 맺었다.

#### 2019-2020년 중반까지
2019년에는 개막 이후부터 38경기에 등판했으나 7월 8일 오릭스 버펄로스전(야마가타시 기라야카 스타디움)을 앞둔 훈련 도중 갑자기 복통을 호소하여 병원에서의 진단 결과 급성 충수염으로 판명됐기 때문에 다음 날인 9일에 복강경 하충수 절제술을 받았다. 8월 중순부터 1군에 복귀하여 10경기에 등판했다. 정규 시즌에서는 48경기에 등판하여 2승 1패 14홀드, 평균 자책점 2.30의 성적을 남겼고 상대 타자에게 단 한 개의 홈런도 허용하지 않았다. 오프에는 700만 엔이 삭감된 추정 연봉 4,800만 엔으로 재계약을 맺었다.
2020년에는 춘계 스프링 캠프부터 시범 경기까지 1군에 대동했다. 코로나19 확산에 따른 팀의 활동 중단 기간 동안 SNS나 유튜브를 통해서 자신만의 요리 솜씨를 발휘하여 요리 비법을 전수하는 등 세간의 주목을 받았다(자세한 내용은 후술). 그러나 2군 감독에서 1군 감독으로 승격한 미키 하지메가 투수 기용 시 상대 타자 좌우를 크게 고집하지 않고 기존의 중간 계투 요원에 비해 긴 이닝을 던질 수 있는 ‘제2 선발’을 중시하는 방침을 내세웠다. 활동 중단의 영향으로 조정이 늦어진 탓에 데뷔 후 처음으로 개막 1군 진입에는 실패했고 개막 후에도 1군에서의 등판 기회는 없었다.

### 요미우리 시절

#### 2020년
2020년 시즌 초반인 7월 14일에 다카타 호세이와의 맞트레이드로 요미우리 자이언츠에 이적했다고 공식 발표됐다. 다카타로부터 등번호를 승계받는 모양새로 라쿠텐 시절과 마찬가지로 등번호 53번을 착용하게 됐다. 라쿠텐의 이시이 가즈히사 단장은 이 트레이드가 성사된 후에 중간 계투로 기용할 수 있는 좌완 투수의 보강을 서두르는 요미우리측으로부터 다카나시의 이적을 요구해달라는 요청을 받았다고 말했다. 또한 이시이는 트레이드를 단행한 이유에 대해 다음과 같은 입장을 밝혔다.
나도 선수(좌완 투수)였기 때문에 (지금의 구단보다)출전 기회가 많은 구단으로 이적할 수 있다면 연습에 몸이 들어가는 것과 기량이 올라간다는 것을 (경험상)알고 있다. 요미우리가 다카나시를 원했기 때문에 (라쿠텐에 남는 것보다) 1군(공식전)에서의 출전 기회가 있는 것처럼 느꼈다.
이적 4일 후인 18일에 라쿠텐 시절을 포함하여 시즌 첫 1군에 등록됐다. 8일 후(22일)인 주니치 드래건스전(나고야 돔)에서 1군 공식전에 있어서의 시즌 및 이적 후 첫 등판을 이뤘다. 28일부터는 승리 패턴의 일각을 맡으면서 좌우 모두 어긋나지 않는 투구로 센트럴 리그 타자들을 계속 막아내고 8월 27일 도쿄 야쿠르트 스왈로스전(메이지 진구 야구장)에서 아오키 노리치카로부터 홈런을 맞을 때까지 15경기 연속 무실점의 활약을 펼쳤다. 7월, 8월, 9월과 월별 평균 자책점 0점대를 기록하는 호투를 보이다가 10월 18일 요코하마 DeNA 베이스타스전(요코하마 스타디움)에서 가지타니 다카유키에게 만루 홈런을 맞는 등 시즌 종반이던 10월에 월간 평균 자책점이 4점 대로 오를 정도의 컨디션이 떨어졌다. 최종적으로 팀내 2위인 44경기에 등판하여 1점 대의 평균 자책점을 기록하는 등 시즌 내내 구원진을 지원하면서 ‘그늘의 MVP’라는 말이 나올 정도였으며 센트럴 리그 MVP 투표에서도 3위 표가 1표 나왔다. 오프에 있은 연봉에서는 2,200만 엔이 상승한 추정 연봉 7,000만 엔으로 재계약을 맺었다.

#### 2021년
개막 이후부터 등판을 거듭하는 등 55경기에 등판해 2승 2패, 팀내 2위인 20홀드를 기록했다. 다만 평균 자책점은 3.69로 작년보다 높아질 정도로 나빠졌고 7월과 10월에 각각 월간 평균 자책점 10점대를 기록하는 등 좋고 나쁨의 차이가 심했던 1년을 보냈다. 오프에 있은 연봉 협상에서는 800만 엔이 상승한 추정 연봉 7,800만 엔으로 재계약을 맺었다.

#### 2022년
주로 좌완 원포인트와 마무리로 기용되면서 59경기에 등판해 2승 0패, 25홀드, 평균 자책점 2.14를 기록하며 부상으로 그해 등판하지 못한 나카가와 고타의 빈 자리를 메우는 활약을 펼쳤다. 시즌 종료 후인 11월 5일, 닛폰 TV 《줌인!! 토요일》의 ‘프로 야구 열혈 정보’에서 연하의 여성과 결혼 발표를 했다. 오프에는 3,200만 엔이 상승한 추정 연봉 1억 1,000만 엔으로 재계약을 맺었다.

#### 2023년
개막 1군 엔트리에 진입했고 팀내 최다인 55경기에 등판했지만 4월과 9월에 두 차례 등록 말소가 있을 정도의 부진한 시즌을 보냈다. 최종적으로 2승 1패, 23홀드, 평균 자책점 4.19를 기록했다. 오프에는 1,000만 엔이 상승한 추정 연봉 1억 2,000만 엔으로 재계약을 맺었다.

## 선수로서의 특징

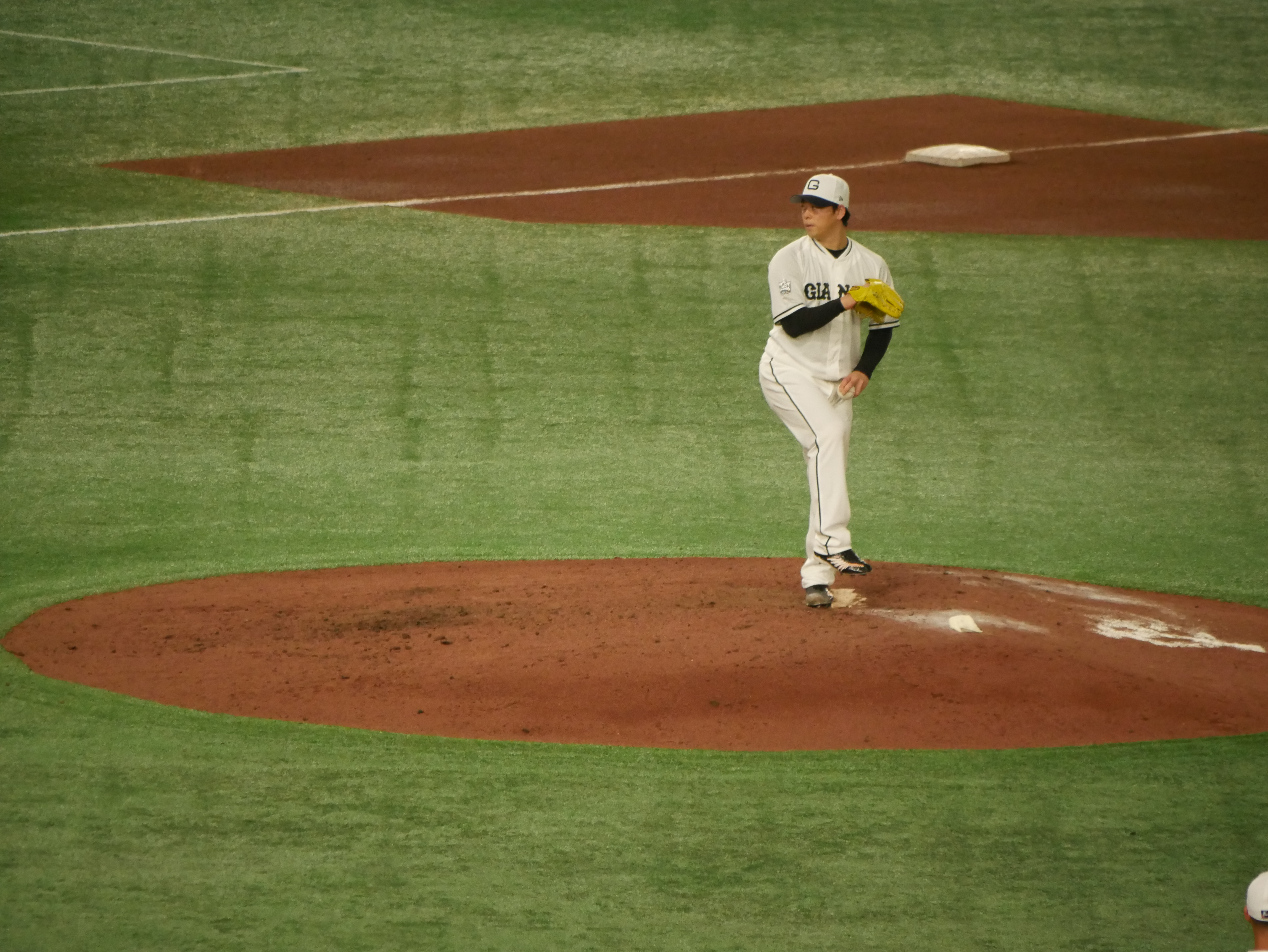
다카나시의 투구폼(2022년 4월 2일, 도쿄 돔에서)

좌완 사이드암 투수로 활약하면서 오른발을 들어올리는 동시에 왼팔을 몸의 측면에서 가리는 독특한 폼이 특징이며, 상대 타자는 공의 움직임이 잘 보이질 않는다. 직구의 최고 속도는 147km/h이다. 변화구는 슬라이더, 투심, 체인지업을 주무기로 삼고 있다.
투수이면서도 타격 능력이 높아 와세다 대학 시절에는 1루수로서 나카무라 쇼고, 시게노부 신노스케와 도쿄 6대학 리그전에 나란히 선발 출전한 적도 있다.

## 에피소드
- 가와고에히가시 고등학교 출신의 프로 야구 선수는 본인이 처음이다.

- 라쿠텐에 입단할 당시 와세다 대학 시절의 팀 동료이자 같은 투수였던 아리하라 고헤이를 라이벌로 꼽았다.[47]

- 와세다 대학 시절에는 철학자 르네 데카르트의 저서를 읽은 것을 계기로 입스를 극복했다.[48]

- 선어의 ‘일일시호일’이라는 말을 소중히 여기고 있다.[49]

- 사회인 야구팀 JX-ENEOS 시절의 도시 대항 야구 대회에서는 1년째에 배트보이로서 팀의 전국 대회에 동행한 적이 있다. 2년차의 예선에서는 벤치에 들어가지 못했기 때문에 비디오 담당자로서 팀의 상황을 지켜보았다. 2년차였던 드래프트 회의에서 라쿠텐에 지명되지 않았다면 와세다 대학 시절에 경험했던 야수로의 전향을 염두에 두고 있었다고 한다. 2년차 여름에 사이드암으로 전향한 것도 은퇴를 각오한 데 따른 것이다. 그럼에도 라쿠텐 스카우트였던 고세키 마사히코는 다른 좌완 투수에 비해 투구 시 팔꿈치를 낮게 내미는 다카나시를 주의 깊게 살펴보았다. 사회인 야구 명문팀의 선수로는 드물게 다카나시가 드래프트 회의에서의 지명 구단 또는 순위에 연연하지 않았던 점도 있어서 9순위로 지명하여 라쿠텐 입단에 이르렀다. 다카나시 자신도 라쿠텐에 입단 후 고세키를 비롯한 구단 관계자들을 ‘야구 인생의 위기를 구해준 생명의 은인’이라고 말했다.[46]

- 취미는 요리이다.[50] 요리에 취미를 붙인 것은 라쿠텐 입단 1년째인 2017년부터이며, JX-ENEOS 시절 기숙사 생활에서 혼자 사는 것으로 바뀌는 타이밍에 도전하기 시작한 것이다.[51] 요리의 레퍼토리는 본격적인 것부터 술안주나 디저트 등 폭이 넓다 보니 2019년 12월에 개설한 자신의 트위터에서 다양한 요리의 사진과 관련 동영상을 지속적으로 올리고 있다.[52] 코로나19 확산의 영향으로 라쿠텐이 팀 전체적으로 활동을 중단했던 2020년 4월 25일부터는 현역 프로 야구 선수로는 드물게 ‘다카나시 키친’(たかなしきっちん)이라는 개인 유튜브 채널을 개설했다. 동영상에서는 구단명이나 프로 야구 선수라는 점을 과도하게 홍보 또는 선전하지 않고 취미인 요리를 선보이고 있다.[51] 요미우리 이적 후에도 채널은 존속하고 있으며 2020년 8월 17일에는 자신의 유튜브 채널이 수익화됐음을 밝히며 교육 관계나 푸드 뱅크에 기부할 예정이라고 밝혔고 있다.[53]

- 요미우리 이적은 비교적 빠른 트레이드였기 때문에 당초에는 거주지가 정해지지 않아 가나가와현 가와사키시의 자이언츠 기숙사에서 생활했다.

- 좋아하는 만화는 ‘우소구이’다. 도박꾼이 심리전을 벌이는 내용이지만 “속고 속이는 상황에서 인간의 본성이 보인다고 생각한다. 타자와의 심리전과 비슷한 부분이 있다”고 야구와 연관지어 표현했다.[32]

- 시범 경기에서 다이세이의 투구를 지켜본 다카나시가 ‘다이세이는 가치’(大勢はガチ)라고 자신의 트위터에 글을 남겼고[54] 개막 후에 다이세이가 마무리 투수로 고정되면서 관련 해시태그(#大勢はガチ)가 퍼진 적도 있었다.[55] 더 나아가 본인도 구원 투수로 활약하고 있기 때문에 ‘#다카나시도 가치’(高梨もガチ)라는 해시태그도 유행하고 있다.

- 반려묘로 아메리칸 컬의 품종을 키우고 있는데 ‘쓰나’(ツナ)라는 이름을 붙였다. 2022년에는 ‘쓰나’를 모티브로 한 응원 굿즈로 ‘타카냐시’(たかにゃし) 인형도 출시됐다.[56] 또한 2022년 9월에는 인스타그램에서도 ‘쓰나’라는 이름의 계정[57]을 개설하였으며 2023년 2월에는 새로이 데본 렉스의 새끼 고양이를 맞이했다는 사실을 공개했다.

## 상세 정보

### 출신 학교
- 가와고에히가시 고등학교
- 와세다 대학

### 선수 경력
- JX-ENEOS
- 도호쿠 라쿠텐 골든이글스(2017년~2020년)
- 요미우리 자이언츠(2020년~)

### 개인 기록

#### 첫 기록(투수)
- 첫 등판: 2017년 4월 2일, 대 오릭스 버펄로스 3차전(교세라 돔 오사카), 6회말에 3번째 투수로서 구원 등판, 1이닝 무실점
- 첫 탈삼진: 상동, 6회말에 슌타로부터 루킹 삼진
- 첫 승리: 2017년 4월 6일, 대 후쿠오카 소프트뱅크 호크스 3차전(Kobo 파크 미야기), 5회초에 2번째 투수로서 구원 등판, 1이닝 무실점
- 첫 홀드: 2017년 6월 30일, 대 후쿠오카 소프트뱅크 호크스 9차전(Kobo 파크 미야기), 6회초에 2번째 투수로서 구원 등판, 1이닝 무실점
- 첫 세이브: 2018년 3월 30일, 대 지바 롯데 마린스 1차전(ZOZO 마린 스타디움), 12회말에 5번째 투수로서 구원 등판·마무리, 1이닝 무실점

#### 첫 기록(타격)
- 첫 타석: 2022년 6월 18일, 대 주니치 드래건스 11차전(반테린 돔 나고야), 7회초에 시미즈 다쓰야로부터 루킹 삼진

#### 기록 달성 경력
- 통산 100홀드: 2022년 8월 7일, 대 도쿄 야쿠르트 스왈로스 21차전(메이지 진구 야구장), 8회말에 5번째 투수로서 구원 등판, 1이닝 무실점 ※역대 41번째

#### 기타
- 올스타전 출장: 1회(2021년)

### 등번호
- 53(2017년[11][29]~)

### 연도별 투수 성적
| 연 도     | 소 속     | 등 판 | 선 발 | 완 투 | 완 봉 | 무 4 구 | 승 리 | 패 전 | 세 이 브 | 홀 드 | 승 률 | 타 자 | 이 닝 | 피 안 타 | 피 홈 런 | 볼 넷 | 고 4 | 몸 맞 | 탈 삼 진 | 폭 투 | 보 크 | 실 점 | 자 책 점 | 평 자 책 | W H I P |
| --------- | --------- | ----- | ----- | ----- | ----- | ------- | ----- | ----- | -------- | ----- | ----- | ----- | ----- | -------- | -------- | ----- | ---- | ----- | -------- | ----- | ----- | ----- | -------- | -------- | ------- |
| 2017년    | 라쿠텐    | 46    | 0     | 0     | 0     | 0       | 1     | 0     | 0        | 14    | 1.000 | 183   | 43.2  | 31       | 2        | 17    | 1    | 2     | 48       | 0     | 0     | 13    | 5        | 1.03     | 1.10    |
| 2018년    | 라쿠텐    | 70    | 0     | 0     | 0     | 0       | 1     | 4     | 1        | 16    | .200  | 212   | 48.0  | 38       | 1        | 23    | 4    | 6     | 53       | 0     | 0     | 21    | 13       | 2.44     | 1.27    |
| 2019년    | 라쿠텐    | 48    | 0     | 0     | 0     | 0       | 2     | 1     | 0        | 14    | .667  | 146   | 31.1  | 25       | 0        | 23    | 2    | 4     | 41       | 0     | 0     | 8     | 8        | 2.30     | 1.53    |
| 2020년    | 요미우리  | 44    | 0     | 0     | 0     | 0       | 1     | 1     | 2        | 21    | .500  | 141   | 37.1  | 17       | 2        | 13    | 0    | 6     | 37       | 1     | 1     | 10    | 8        | 1.93     | 0.80    |
| 2021년    | 요미우리  | 55    | 0     | 0     | 0     | 0       | 2     | 2     | 1        | 20    | .500  | 171   | 39.0  | 34       | 2        | 21    | 4    | 5     | 47       | 2     | 0     | 17    | 16       | 3.69     | 1.41    |
| 2022년    | 요미우리  | 59    | 0     | 0     | 0     | 0       | 2     | 0     | 0        | 25    | 1.000 | 195   | 46.1  | 32       | 1        | 19    | 2    | 4     | 44       | 1     | 0     | 13    | 11       | 2.14     | 1.10    |
| 2023년    | 요미우리  | 55    | 0     | 0     | 0     | 0       | 2     | 1     | 0        | 23    | .667  | 185   | 43.0  | 32       | 7        | 19    | 3    | 4     | 49       | 0     | 1     | 21    | 20       | 4.19     | 1.19    |
| 2024년    | 요미우리  | 51    | 0     | 0     | 0     | 0       | 4     | 3     | 0        | 25    | .571  | 145   | 35.1  | 26       | 1        | 15    | 2    | 0     | 29       | 1     | 0     | 9     | 8        | 2.04     | 1.16    |
| 통산: 8년 | 통산: 8년 | 428   | 0     | 0     | 0     | 0       | 15    | 12    | 4        | 158   | .556  | 1378  | 324.0 | 235      | 16       | 150   | 18   | 31    | 348      | 5     | 2     | 112   | 89       | 2.47     | 1.19    |

- 2024년 시즌 종료 기준

### 연도별 수비 성적
| 연도 | 소속     | 투수  | 투수  | 투수  | 투수  | 투수  | 투수     |
| 연도 | 소속     | 경 기 | 척 살 | 보 살 | 실 책 | 병 살 | 수 비 율 |
| ---- | -------- | ----- | ----- | ----- | ----- | ----- | -------- |
| 2017 | 라쿠텐   | 46    | 1     | 6     | 1     | 1     | .875     |
| 2018 | 라쿠텐   | 70    | 9     | 9     | 1     | 2     | .941     |
| 2019 | 라쿠텐   | 48    | 2     | 6     | 1     | 0     | .889     |
| 2020 | 요미우리 | 44    | 3     | 11    | 0     | 1     | 1.000    |
| 2021 | 요미우리 | 55    | 3     | 6     | 0     | 1     | 1.000    |
| 2022 | 요미우리 | 59    | 2     | 12    | 1     | 0     | .933     |
| 2023 | 요미우리 | 55    | 3     | 8     | 0     | 0     | 1.000    |
| 2024 | 요미우리 | 51    | 2     | 13    | 1     | 1     | .938     |
| 통산 | 통산     | 428   | 23    | 71    | 5     | 6     | .950     |

- 2024년 시즌 종료 기준

### 주해
1. ↑  이 날은 지바 롯데 마린스의 사사키 지하야도 ZOZO 마린 스타디움에서 열린 홋카이도 닛폰햄 파이터스전에서 첫 등판·첫 선발·첫 승리를 동시에 기록했지만 라쿠텐 대 소프트뱅크전이 51분 일찍 종료했기 때문이다.[15]

### 출전
1. 1 2 3 4  “2016年プロ野球ドラフト ◇楽天９位指名 高梨雄平”. 스포츠 닛폰. 2016년 12월 2일에 원본 문서에서 보존된 문서. 2016년 12월 11일에 확인함.
2. ↑  “巨人 - 契約更改 - プロ野球”. 《닛칸 스포츠》. 2024년 11월 27일에 확인함.
3. 1 2  “楽天・高梨雄平 信念を貫いた先に 「苦しかった。出口も見えず、どうすれば良くなるのか分からなかった」”. 슈칸 베이스볼 ONLINE. 2020년 6월 2일. 2021년 5월 5일에 확인함.
4. ↑  “痛みに耐え力投も…川越東・高梨、涙の敗戦”. 스포니치아넥스. 2010년 7월 28일. 2021년 3월 25일에 확인함.
5. 1 2  “早大・高梨　完全試合！日テレアナ上重以来13年ぶり快挙”. 스포츠 닛폰. 2013년 4월 22일. 2021년 5월 5일에 확인함.
6. ↑  “リーグ戦・選手個人通算成績　髙梨　雄平”. 도쿄 6대학 야구 연맹. 2021년 5월 5일에 확인함.
7. 1 2  “【楽天】ドラフト9位高梨「目指す」森福2世!中継ぎで40試合以上期待”. 스포츠 호치. 2016년 11월 11일. 2016년 11월 13일에 원본 문서에서 보존된 문서. 2016년 11월 11일에 확인함.
8. ↑  “11月2日 京セラドーム大阪 第2試合 1回戦”. 일본 야구 연맹. 2016년 11월 13일에 원본 문서에서 보존된 문서. 2021년 5월 5일에 확인함.
9. ↑  “ヤクルト塩見、社会人時代に同僚だった巨人・高梨の“変化”に「何それ！？」　当時との違い暴露”. 《スポニチアネックス》. 2022년 1월 23일. 2023년 7월 15일에 확인함.
10. ↑  “楽天　9位の左腕高梨と合意”. 스포츠 닛폰. 2016년 11월 10일. 2021년 3월 25일에 확인함.
11. 1 2  “2017年度：新入団選手発表会見”. 《東北楽天ゴールデンイーグルス》. 2016년 11월 22일. 2025년 2월 8일에 확인함.
12. ↑  “巨人・高梨雄平「えっ！」と驚くドラフト秘話。楽天が評価した理由”. web Sportiva. 2020년 7월 25일. 2021년 3월 25일에 확인함.
13. ↑  “社会人で戦力外寸前からの大逆転劇。高梨雄平は球界屈指の「左キラー」へと上り詰めた”. 《web Sportiva》. 2022년 2월 9일. 2024년 6월 6일에 확인함.
14. ↑  “楽天、新人3投手が開幕1軍　下位指名から食い込んだ高梨「残れて良かった」”. 《산케이 스포츠》. 2017년 3월 29일. 2021년 7월 18일에 원본 문서에서 보존된 문서. 2021년 5월 5일에 확인함.
15. 1 2  “楽天ドラフト9位高梨　12球団新人白星一番乗り　千隼より51分早く”. 《스포니치 Sponichi Annex》. スポーツニッポン. 2016년 4월 7일. 2017년 6월 8일에 확인함.
16. ↑  “楽天ドラフト9位高梨雄平が12球団新人一番星「まさか」”. 스포츠 닛폰. 2017년 4월 6일. 2021년 3월 25일에 확인함.
17. ↑  “楽天・高梨　球団新人3番目275%UP　則本、マー君に次ぐ評価”. 《스포니치 Sponichi Annex》. 스포츠 닛폰. 2017년 12월 8일. 2017년 12월 11일에 확인함.
18. ↑  “楽天から3投手が代表入り　初選出の高梨「代表はテレビの中の舞台」”. 《BASEBALL KING》. 2018년 10월 20일. 2018년 11월 19일에 확인함.
19. ↑  “侍ジャパンメンバー | 2018日米野球”. 《NPB.jp 日本野球機構》. 2025년 2월 8일에 확인함.
20. ↑  “楽天高梨は5500万円、保留視野も「時間足りた」”. 닛칸 스포츠. 2018년 12월 6일. 2021년 3월 25일에 확인함.
21. ↑  “楽天高梨が急性虫垂炎で手術、今季38試合に登板”. 《닛칸 스포츠》. 닛칸 스포츠 신문사. 2019년 7월 9일. 2019년 7월 11일에 확인함.
22. ↑  “【楽天】虫垂炎手術の高梨、約1か月ぶりに復帰「おなかが痛くなったら病院へ行きましょう!」”. 스포츠 호치. 2019년 8월 12일. 2019년 10월 25일에 확인함.
23. ↑  “楽天高梨700万円減更改「燃焼する前に終わった」”. 닛칸 스포츠. 2019년 12월 20일. 2021년 3월 25일에 확인함.
24. ↑  “【野球】楽天　石井GMが積極的にトレードを行う理由「請われて行く」イメージ定着へ”. 《데일리 스포츠》. 2020년 7월 23일. 2020년 7월 23일에 확인함.
25. ↑  “楽天は高田獲得で競争　高梨も巨人でチャンス／解説”. 《닛칸 스포츠》. 2020년 7월 14일. 2020년 7월 21일에 확인함.
26. ↑  “高梨雄平と高田萌生がトレード　楽天と巨人で今季2例目”. 《교도 통신》. 2020년 7월 14일. 2020년 7월 15일에 원본 문서에서 보존된 문서. 2020년 7월 14일에 확인함.
27. ↑  “巨人、高田トレード背景「飼い殺し」から方針転換”. 닛칸 스포츠. 2020년 7월 15일. 2021년 3월 25일에 확인함.
28. ↑  “異例トレード舞台裏　楽天・石井GM「巨人に望まれて、それならうちも…」”. 데일리 스포츠. 2020년 7월 14일. 2021년 3월 25일에 확인함.
29. 1 2  “巨人高田萌生と楽天高梨雄平のトレード成立を発表 20日間で2度目の交換トレード”. 《Full-Count》. 2020년 7월 14일. 2025년 2월 8일에 확인함.
30. ↑  “巨人・高梨が出場選手登録　楽天からトレードで加入”. 《산케이 스포츠》. 2020년 7월 18일. 2020년 7월 21일에 확인함.
31. ↑  “巨人移籍高梨が完璧“デビュー”火消し&3者連続K”. 《닛칸 스포츠》. 2020년 7월 22일. 2020년 7월 23일에 확인함.
32. 1 2  “巨人高梨１勝「嘘喰い」ばり心理戦で15戦連続０封”. 《닛칸 스포츠》. 2020년 8월 27일. 2020년 8월 28일에 확인함.
33. ↑  “巨人・高梨の〝無失点神話〟途切れた…登板１６試合目に痛恨被弾”. 《東スポWeb》. 2020년 8월 27일. 2020년 8월 28일에 확인함.
34. ↑  “巨人優勝に欠かせなかった投打の“陰のMVP”高梨雄平、増田大輝の存在感とは？”. 슈칸 베이스볼 ONLINE. 2020년 10월 31일. 2021년 3월 25일에 확인함.
35. ↑  “2020年度 表彰選手　投票結果（最優秀選手）”. 《NPB.jp 日本野球機構》. 2021년 3월 25일에 확인함.
36. ↑  “巨人高梨7000万円更改　ドラ9以下では歴代3位”. 닛칸 스포츠. 2020년 12월 15일. 2021년 3월 25일에 확인함.
37. ↑  “好不調の波はあったものの…巨人のブルペンを1年間支えた高梨雄平”. BASEBALL KING. 2021년 12월 23일. 2022년 2월 22일에 확인함.
38. ↑  “【巨人】高梨雄平が800万増でサイン　来季は大台「1億円」へ「キリよくいけるような成績を残したい」”. 스포츠 호치. 2021년 12월 14일. 2022년 2월 22일에 확인함.
39. 1 2  “【巨人】高梨雄平が1億1000万円で契約更改「クビになる恐怖が近づいてくる」”. 스포츠 호치. 2022년 11월 30일. 2024년 1월 21일에 확인함.
40. ↑  “高梨雄平（読売ジャイアンツ）”. 《週刊ベースボールONLINE》. 2024년 1월 21일에 원본 문서에서 보존된 문서. 2024년 1월 21일에 확인함.
41. ↑  “【巨人】高梨雄平が年下女性と結婚へ「ズムサタ」で発表「週２回くらいは料理を作りたい」”. 닛칸 스포츠. 2022년 11월 5일. 2022년 11월 5일에 확인함.
42. ↑  “【巨人】開幕1軍メンバー発表　菅野智之は11年目にして初めて1軍登録はずれる”. 《日テレNEWS NNN》. 2023년 3월 31일. 2024년 4월 14일에 확인함.
43. 1 2  “【巨人】高梨雄平が1000万円増の1億2000万円で契約更改「何かしらの形で貢献したい」”. 스포츠 호치. 2023년 11월 30일. 2024년 1월 21일에 확인함.
44. ↑  “クセが凄い！ 左サイドスロー列伝。高梨雄平が巨人で活躍、その理由は？”. 《Number Web》. 2020년 9월 8일. 2021년 8월 27일에 확인함.
45. ↑  “楽天９位高梨、左サイドスロー武器に「少数派の男」”. 《닛칸 스포츠》 (일본어). 2016년 11월 23일. 2021년 8월 27일에 확인함.
46. 1 2  “「命の恩人」への恩返し「自分くらいのポテンシャルなら命をかけて投げないと」”. Full-Count. 2017년 4월 3일. 2017년 11월 7일에 확인함.
47. ↑  “2016年楽天9位高梨雄平は早大同期ハム有原にライバル心”. 닛칸 스포츠. 2016년 10월 21일. 2016년 12월 1일에 확인함.
48. ↑  “楽天高梨、ドラフト９位“哲学者”が新人一番星”. 닛칸 스포츠. 2017년 4월 7일. 2021년 3월 25일에 확인함.
49. ↑  “【楽天好き】道具に記された「言葉」の理由（投手編）”. 《J SPORTS》. 2017년 6월 28일. 2017년 7월 5일에 원본 문서에서 보존된 문서. 2021년 5월 5일에 확인함.
50. ↑  “料理男子の楽天高梨「免疫力アップ」メニュー公開”. 닛칸 스포츠. 2020년 4월 9일. 2021년 3월 25일에 확인함.
51. 1 2  中田康博 (2020년 5월 2일). “【野球】楽天・高梨　料理チャンネルで新しいファンとの交流”. 《데일리 스포츠 online》. 2020년 6월 25일에 확인함.
52. ↑  田端あんじ (2020년 4월 18일). “楽天の高梨雄平選手のツイッターが「飯テロ」アカウントに！ スイーツからガッツリ系まで参考になる手作り料理が満載だよ”. 《Pouch［ポーチ］》. 2020년 6월 25일에 확인함.
53. ↑  “高梨雄平投手が巨人移籍後初の動画”. 《ナリクリ》. 2020년 8월 18일. 2020년 8월 20일에 확인함.
54. ↑  yuhei_takanashi의 트윗 (1504085361747988482)
55. ↑  “＃大勢はガチ 巨人が新グッズを発売 ネーミングの名付け親はチームメートの高梨雄平”. 日テレNEWS. 2022년 4월 25일. 2024년 1월 21일에 확인함.
56. ↑  “高梨雄平投手のパペット＆記念グッズを発売”. 読売ジャイアンツ公式サイト-ニュース. 2022년 9월 1일. 2023년 2월 11일에 확인함.
57. ↑  マンチカンのツナ